# ارغندکان
ارغندکان (به لاتین: Arghandakan) یک منطقهٔ مسکونی در افغانستان است که در ولایت بدخشان واقع شده‌است.